# ألبيرتو بيتشي
ألبيرتو بيتشي (بالإيطالية: Alberto Picchi)‏ (12 أغسطس 1997 بليفورنو في إيطاليا - ) هو لاعب كرة قدم إيطالي في مركز الوسط.

## روابط خارجية
- ألبيرتو بيتشي على موقع قاعدة بيانات كرة القدم.إي يو (الإنجليزية)
- ألبيرتو بيتشي على موقع عالم كرة القدم.نت (الإنجليزية)
- ألبيرتو بيتشي على موقع AS.com (الإسبانية)